# آندرس اینیستا
آندرس اینیستا لوخان (به اسپانیایی: Andrés Iniesta Luján) (زادهٔ ۱۱ مه ۱۹۸۴)، بازیکن سابق فوتبال اهل اسپانیا است.
آندرس اینیستا در نوجوانی گوتودو آکادمی فوتبال لاماسیا آموزش دید و فوتبال حرفه‌ای را از سال ۲۰۰۲، در ۱۸ سالگی شروع کرد. او از تیم بارسلونای بی به تیم بزرگسالان این باشگاه آمد و بعدها به همراه بارسلونا دوران تاریخ سازی را در فوتبال تجربه کرد، به گونه‌ای که در بین سال‌های ۲۰۰۹ تا ۲۰۱۵، دو بار موفق به کسب سه‌گانه فوتبال اسپانیا شد. او ۳۳ قهرمانی از جمله ۹ جام لالیگا، ۴ جام لیگ قهرمانان اروپا و ۶ سوپر جام اسپانیا را با بارسلونا کسب کرد و باعث شد تا به همراه ژاوی پرافتخارترین بازیکن اسپانیایی در فوتبال باشد.
در ردهٔ ملی، اینیستا در جام ملت‌های اروپا ۲۰۰۸ یکی از بازیکنان منتخب این تورنمنت انتخاب شد. او همچنین از اعضای کلیدی تیم ملی اسپانیا در جام جهانی ۲۰۱۰ آفریقای جنوبی بود که با زدن گل برتری تیمش در فینال این رقابت‌ها در مقابل تیم ملی هلند، به عنوان مرد میدان و نیز بازیکن منتخب جام جهانی انتخاب شد و به همراه اسپانیا قهرمانی این جام را کسب کرد. اینیستا بار دیگر در جام ملت‌های اروپا ۲۰۱۲ در فینال مقابل تیم ملی ایتالیا، مرد میدان و به عنوان بهترین بازیکن این تورنمنت انتخاب شد و قهرمانی این جام را هم به افتخارات خود اضافه کرد.
اینیستا در سال ۲۰۱۲ جایزه بهترین بازیکن سال اروپا را دریافت کرد و دو بار در سال‌های ۲۰۱۲ و ۲۰۱۳ از سوی فدراسیون بین‌المللی تاریخ و آمار فوتبال به عنوان بهترین بازی‌ساز جهان انتخاب شد. او همچنین در سال‌های ۲۰۱۰ و ۲۰۱۲ پس از لیونل مسی، به ترتیب دومین و سومین بازیکن سال فوتبال جهان شد. و لقب او جادوگر بود. 

## زندگی حرفه‌ای

### در آغاز کار
اینیستا از فوئنتئالبییا، یک روستای کوچک در استان آلباسته، کاستیا-لامانچا، اسپانیا است. در ۱۲ سالگی، در حالی که برای تیم آلباسته در یک تورنمنت هفت جانبه در آلباسته بازی کرد، او توجه تماشاگران را از باشگاه‌های اطراف اسپانیا را جلب کرد. پدر و مادرش مربی تیم جوانان بارسلونا، انریکه اریزاولا را می‌شناختند، و او آن‌ها را متقاعد ساخت تا اینیستا را به آکادمی جوانان بارسلونا بفرستند. اینیستا با پدر و مادرش مسافرت کرده و از لا ماسیا، بازدید کردند. این سفر آن‌ها را متقاعد کرد که اینیستا را در رده‌های جوانان بارسلونا ثبت نام کنند.
اینیستا می‌گوید: "روزی که خانه را برای ورود به لاماسیا ترک کردم "رودخانه‌های گریه" جاری شده بودند و از پدر و مادرش جدا شد؛ در حالی که در آنجا نگه داشته می‌شد بسیار خجالتی بود. او کاپیتان تیم بارسلونا زیر ۱۵ سال در پیروزی در تورنمنت نایک سال ۱۹۹۹ بود و گل آخر را در آخرین لحظه نهایی به ثمر رساند و به عنوان بازیکن مسابقات شناخته شد. درست بعد از آن اینیستا به این باشگاه وارد شد، پس کاپیتان پپ گواردیولا به خوبی به ژاوی هرناندز گفت: "تو در آینده باعث بازنشستگی من میشی اما این پسر (اینیستا) کاری می‌کنه که همهٔ ما بازنشست بشیم."

### ۲۰۰۴–۰۸

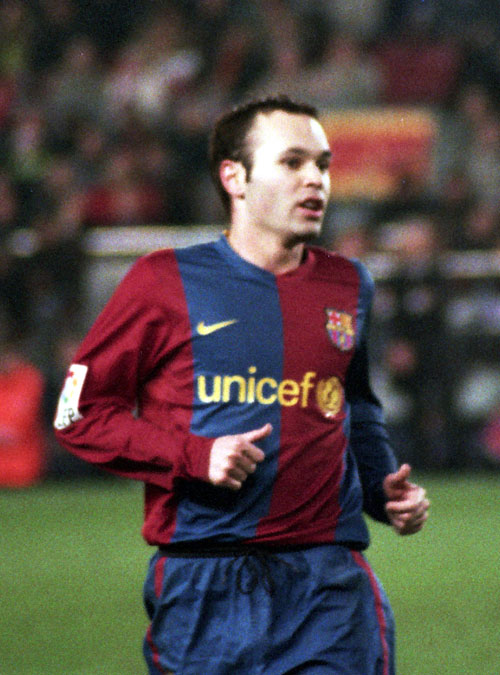
اینیستا در حال بازی برای بارسلونا در سال ۲۰۰۶

در فصل ۲۰۰۴–۰۵، اینیستا در ۳۷ بازی از ۳۸ بازی لیگ -بیشتر از هر بازیکن دیگر- به میدان رفت هرچند ۲۵ بازی را به عنوان یار تعویضی بازی کرد. او دو بار گل زد و بارسلونا در آن فصل قهرمان لالیگا شد. مصدومیت ژاوی در آغاز فصل ۲۰۰۵–۰۶ اجازه داد اینیستا به‌طور منظم در میانه زمین قرار بگیرد. او در ۱۱ بازی لیگ قهرمانان اروپا، از جمله قهرمانی در فینال ۲۰۰۶، بازی کرد و جایگزین ادمیلسون شد. اینیستا در آن فصل همراه با بارسلونا با کسب لالیگا و لیگ قهرمانان اروپا دوگانه را برد.
فصل ۲۰۰۶–۰۷ نشان داد که اینیستا همچنان رو به پیشرفت است و او تمایل به بازی در هر پست برای تیمش را داشت. در پیش فصل، او جام خوان گمپر را به عنوان کاپیتان تیم پس از یک پیروزی ۴–۰ در برابر بایرن مونیخ آلمان بدست آورد. اینیستا برای اولین بار به عنوان وینگر چپ برای بارسا در دو بازی لیگ قهرمانان اروپا مقابل لوسکی صوفیا بازی کرد. در مرحله اول حذفی از همان رقابت، او به عنوان هافبک میانی مقابل لیورپول بازی کرد.
با خروج لودویک گیولی پیش از شروع فصل ۲۰۰۷–۰۸، اینیستا توانست شمارهٔ ۲۴ خود را برای شمارهٔ مورد نظر خود تغییر دهد. به رغم شایعات مربوط به انتقال احتمالی قبل از فصل، او قراردادش را تا سال ۲۰۱۴ در ۲۵ ژانویه ۲۰۰۸ تمدید کرد بند فسخ قرارداد او به ۱۵۰ میلیون یورو افزایش یافت. دون بالون، عضو مجله‌های ورزش اروپا، اینیستا را یکی از سازگارترین سازندگان در دو فصل گذشته لالیگا نامید و او را در سال ۲۰۰۶–۲۰۰۷ در رتبه پنجم و در سال ۲۰۰۷–۰۸ در رتبه چهارم قرار داده است. او همچنین در مراسم بهترین‌های فیفا سال ۲۰۰۸ با ۳۷ امتیاز در رتبه نهم قرار گرفت.
لیگ قهرمانان آسیا ۲۰۲۰
او توانست برای اولین بار با پیراهن تیم ویسل کوبه در لیگ قهرمانان آسیا به میدان برود آنها مقتدرانه در مرحله گروهی صدرنشین شدند و با شکست دادن شانگهای پورت و سوون سامسونگ به عنوان شگفتی ساز توانستند تا مرحله نیمه نهایی پیش بروند اما در نیمه نهایی به اولسان هیوندای برخوردند و درحالی که او دچار مصدومیت شده بود و غایب بزرگ آن بازی بود، اولسان هیوندای با کامبک دیدنی توانست بازی را ۲ بر ۱ برنده شود تا امیدهای او برای قهرمانی در لیگ قهرمانان آسیا از بین برود. حال تلاش او ۲ گل و ۲ پاس گل بود.
لیگ قهرمانان آسیا ۲۰۲۲
پس از یک سال دوری از حضور در لیگ قهرمانان آسیا آنها در هفته‌های آخر لیگ با قرار گرفتن در رده چهارم جی لیگ ژاپن ۲۰۲۱ به مرحله پلی آف لیگ قهرمانان آسیا ۲۰۲۲ صعود کردند. ویسل کوبه که آندرس اینیستا را در اختیار داشت، در مرحله پلی آف به مصاف ملبورن ویکتوری رفت و ویسل کوبه توانست با نتیجه ۴ بر ۳ ملبورن ویکتوری را شکست دهد و به مرحله گروهی صعود کرد. آندرس اینیستا زننده اولین گل بازی برای ویسل کوبه در دقیقه ۸ بود. با شروع مرحله گروهی آندرس اینیستا به دلیل مصدومیت تمام بازی‌های این تیم را از دست داد. ویسل کوبه مقتدرانه صدرنشین شد و به مرحله یک‌هشتم نهایی صعود کرد. آنها در مرحله بعد یوکوهاما مارینوس از پیش رو بردارند اما در مرحله یک چهارم نهایی مقابل چونبوک هیوندای موتورز با نتیجه ۳ بر ۱ شکست خوردند و حذف شدند تا این بار نیز رؤیای ویسل کوبه و آندرس اینیستا برای قهرمانی در لیگ قهرمانان آسیا از بین برود. حال تلاش او ۱ گل بود.

## افتخارات

### باشگاهی
بارسلونا
- لا لیگا (۹): ۰۵–۲۰۰۴، ۰۶–۲۰۰۵، ۰۹–۲۰۰۸، ۱۰–۲۰۰۹، ۱۱–۲۰۱۰، ۱۳–۲۰۱۲، ۱۵–۲۰۱۴، ۱۶–۲۰۱۵، ۱۸–۲۰۱۷
- کوپا دل ری (۶): ۰۹–۲۰۰۸، ۱۲–۲۰۱۱، ۱۵–۲۰۱۴، ۱۶–۲۰۱۵، ۱۷–۲۰۱۶، ۱۸–۲۰۱۷
- سوپرجام اسپانیا (۵): ۲۰۰۵، ۲۰۰۶، ۲۰۱۱، ۲۰۱۳، ۲۰۱۶
- لیگ قهرمانان اروپا (۴): ۰۶–۲۰۰۵، ۰۹–۲۰۰۸، ۱۱–۲۰۱۰، ۱۵–۲۰۱۴
- سوپرجام اروپا (۲): ۲۰۱۱، ۲۰۱۵
- جام باشگاه‌های جهان (۳): ۲۰۰۹، ۲۰۱۱، ۲۰۱۵

ویسل کوبه
- جی‌لیگ (۱): ۲۰۲۳
- جام امپراتور (۱): ۲۰۱۹
- سوپرجام ژاپن (۱): ۲۰۲۰

### ملی
اسپانیا زیر ۱۶ سال
- جام ملت‌های اروپا زیر ۱۶ سال (۱): ۲۰۰۱

اسپانیا زیر ۱۹ سال
- جام ملت‌های اروپا زیر ۱۹ سال (۱): ۲۰۰۲

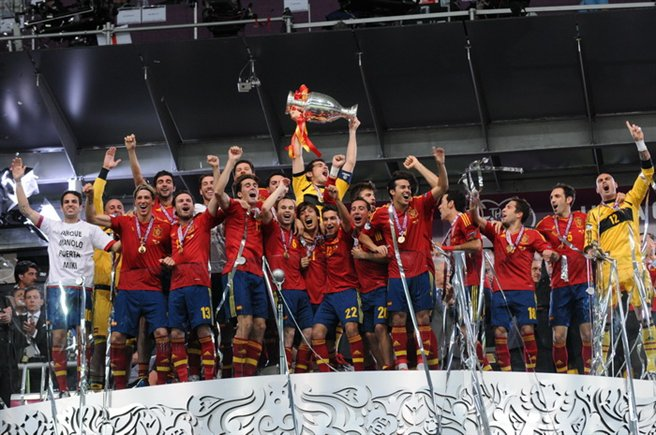
اینیستا و هم‌تیمی‌هایش درحال جشن گرفتن قهرمانی یورو ۲۰۱۲

اسپانیا
- جام جهانی (۱): ۲۰۱۰
- جام ملت‌های اروپا (۲): ۲۰۰۸، ۲۰۱۲

### افتخارات فردی
- تیم منتخب یورو (۲): ۲۰۰۸، ۲۰۱۲
- جایزه دون بالون (۱): ۲۰۰۹
- بهترین هافبک لالیگا (۵): ۲۰۰۹، ۲۰۱۱، ۲۰۱۲، ۲۰۱۳، ۲۰۱۴
- جایزه دی استفانو لالیگا: سال ۲۰۰۸–۰۹ دوم، سال ۲۰۱۱–۱۲ سوم
- تیم منتخب سال فیفا: ۲۰۰۹، ۲۰۱۰، ۲۰۱۱، ۲۰۱۲، ۲۰۱۳، ۲۰۱۴، ۲۰۱۵، ۲۰۱۶، ۲۰۱۷
- تیم منتخب سال یوفا: ۲۰۰۹، ۲۰۱۰، ۲۰۱۱، ۲۰۱۲، ۲۰۱۵، ۲۰۱۶
- بهترین بازیکن سال اروپا: ۲۰۱۲
- بهترین بازیکن یورو: ۲۰۱۲
- بهترین بازیساز سال جهان از نگاه فدراسیون بین‌المللی تاریه و آمار فوتبال: ۲۰۱۲، ۲۰۱۳
- حضور در بین سه بازیکن برتر توپ طلا: ۲۰۱۰، ۲۰۱۲
- تیم منتخب جام جهانی: ۲۰۱۰
- پای طلایی: ۲۰۱۴
- بیشترین پاس گل لیگ قهرمانان اروپا: ۲۰۱۰–۱۱